# Ángeles caídos (obra de teatro)
Ángeles caídos (Fallen Angels) es una comedia en tres actos del dramaturgo británico Noël Coward estrenada en 1925.

## Argumento
Julia Sterroll es una mujer de buena posición que vive apacible y aparentemente tranquila su vida matrimonial con Frederick, aunque la pasión hace tiempo que se agotó. Ambos comparten la amistad de otro matrimonio formado por William y Jane Banbury. Sin embargo, Julia y Jane comparten un pasado común: Antes de casarse ambas fueron amantes del seductor caballero francés Maurice Duclos. Con ocasión de una escapada de Frederick y William para jugar al golf, Maurice reaparece en la ciudad buscando disfrutar de la compañía de las damas.

## Representaciones destacadas
- Globe Theatre, Londres, 21 de abril de 1925. Estreno.[2]
  - Dirección: Anthony Prinsep.
  - Intérpretes: Tallulah Bankhead (Julia), Arthur Wellesley, Mona Harrison, Gerald Ames, Edna Best, Austin Trevor.

- 49th Street Theatre, Broadway, Nueva York, 1927.
  - Dirección: Guthrie McClintic.
  - Intérpretes: Fay Bainter (Julia Sterroll), Estelle Winwood (Jane Banbury), Luis Alberni (Maurice Duclos), Gordon Ash (Frederick Sterroll), Eileen Beldon (Jasmine Saunders), Gerald Hamer (William Banbury).

- Playhouse Theatre, Broadway, Nueva York, 1956.
  - Dirección: Charles Bowden
  - Intérpretes: Nancy Walker (Julia Sterroll), Margaret Phillips (Jane Banbury), Efrem Zimbalist, Jr. (Maurice Duclos), William Windom (Frederick Sterroll), Alice Pearce (Jasmine Saunders), William LeMassena (William Banbury).

- Televisión. Estudio 1, Televisión española, 20 de diciembre de 1982.
  - Adaptación: José María Pou.
  - Dirección: Roger Justafré.
  - Intérpretes: Carmen Maura (Julia), Carme Elías (Jane), Emilio Gutiérrez Caba (Fred), Mario Gas (Willy), Juan Miralles (Maurice) y María Jesús Andany (Saundres).[3][4][5]